# Somigliana Glacier
Somigliana Glacier är en glaciär i Antarktis. Den ligger i Västantarktis. Argentina, Chile och Storbritannien gör anspråk på området. Somigliana Glacier ligger 291 meter över havet.
Terrängen runt Somigliana Glacier är huvudsakligen kuperad, men söderut är den bergig. Trakten är obefolkad. Det finns inga samhällen i närheten.